# Пальмов, Николай Николаевич (конструктор)
Николай Николаевич Па́льмов (1901—1982) — советский учёный, конструктор, организатор промышленности мощного радиостроения.

## Биография
Родился 9 августа 1901 года в селе Прудки (ныне Зарайский район, Московская область). В 1919 году начал работать в Зарайской почтово-телеграфной конторе учеником телеграфного надсмотрщика.
В 1923 году окончил техникум связи имени В. Н. Подбельского, в 1929 году — МВТУ имени Н. Э. Баумана.
В 1925—1926 годах работал на заводе «Радио», принимал участие в создании первых советских радиовещательных станций. С 1926 года работал в Нижегородской радиолаборатории и Центральной радиолаборатории в Ленинграде, где был ближайшим соратником М. А. Бонч-Бруевича.
В 1945—1974 годах — технический руководитель НИИ мощного радиостроения имени Коминтерна (Российский институт мощного радиостроения, ВНИИМР). Руководил созданием радиопередающих комплексов, генераторов и модуляторов для ускорителей заряженных частиц. Доктор технических наук.

## Награды и премии
- Сталинская премия первой степени (1946) — за создание мощной радиостанции[1]
- Герой Социалистического Труда (1966).
- два ордена Ленина (29.7.1966; 11.12.1970)
- три ордена Трудового Красного Знамени (25.12.1943; 4.1.1954; 17.6.1961)
- орден Красной Звезды (31.12.1939)
- орден «Знак Почета» (21.6.1957)
- медали
- Почётный радист (1946)